# Джуліустаун (Нью-Джерсі)
Джуліустаун (англ. Juliustown) — переписна місцевість (CDP) в США, в окрузі Берлінгтон штату Нью-Джерсі. Населення — 362 особи (2020).

## Географія
Джуліустаун розташований за координатами 40°0′43″ пн. ш. 74°40′16″ зх. д. / 40.01194° пн. ш. 74.67111° зх. д. (40.011810, -74.671160).  За даними Бюро перепису населення США в 2010 році переписна місцевість мала площу 3,33 км², уся площа — суходіл. В 2017 році площа становила 3,07 км², уся площа — суходіл.

## Демографія
Згідно з переписом 2010 року, у переписній місцевості мешкало 429 осіб у 142 домогосподарствах у складі 125 родин. Густота населення становила 129 осіб/км².  Було 150 помешкань (45/км²).
Расовий склад населення:
| - 93,7 % — білих - 2,8 % — чорних або афроамериканців - 1,4 % — азіатів |

До двох чи більше рас належало 2,1 %. Частка іспаномовних становила 1,2 % від усіх жителів.
За віковим діапазоном населення розподілялося таким чином: 23,8 % — особи молодші 18 років, 65,2 % — особи у віці 18—64 років, 11,0 % — особи у віці 65 років та старші. Медіана віку мешканця становила 40,1 року. На 100 осіб жіночої статі у переписній місцевості припадало 101,4 чоловіків;  на 100 жінок у віці від 18 років та старших — 112,3 чоловіків також старших 18 років.
Середній дохід на одне домашнє господарство  становив 102 107 доларів США (медіана — 94 500), а середній дохід на одну сім'ю — 121 846 доларів (медіана — 113 125). За межею бідності перебувало 3,0 % осіб, у тому числі 0,0 % дітей у віці до 18 років та 13,2 % осіб у віці 65 років та старших.
Цивільне працевлаштоване населення становило 156 осіб. Основні галузі зайнятості: будівництво — 28,8 %, науковці, спеціалісти, менеджери — 17,9 %, освіта, охорона здоров'я та соціальна допомога — 14,7 %, транспорт — 13,5 %.